# 西洞院時光
西洞院時光（にしのとういん ときみつ、延宝2年（1674年）6月29日 - 宝永6年（1709年）4月10日）は、江戸時代前期の公卿。

## 官歴
- 貞享3年（1686年）：従五位上、侍従
- 元禄元年（1688年）：少納言
- 元禄3年（1690年）：正五位下
- 元禄7年（1694年）：従四位下
- 元禄11年（1698年）：従四位上
- 元禄15年（1702年）：正四位下
- 宝永2年（1705年）：従三位
- 宝永4年（1705年）：右衛門督、踏歌節会外弁

## 系譜
- 父：西洞院時成
- 兄：西洞院時国
- 弟：長谷範量
- 弟：西洞院範篤